# HD 34810
HD 34810，又名BD+19 902，SAO 94478、HR 1755，是一颗恒星，视星等为6.18，位于銀經184.68，銀緯-9.64，其B1900.0坐标为赤經5h 15m 2.1s，赤緯+19° -9.64′ 47″。